# ECM Prague Open 2007
L'ECM Prague Open 2007 è stato un torneo professionistico maschile e femminile di tennis giocato sulla terra rossa. Il torneo femminile faceva parte della categoria Tier IV nell'ambito del WTA Tour 2007, con un montepremi di 145.000 $. Il torneo maschile era invece parte del circuito Challenger nell'ambito dell'ATP Challenger Series 2007, con un montepremi di 85.000 €. Si è giocato sui campi dell'I. Český lawn–tenisový klub sull'isola di Štvanjce a Praga in Repubblica Ceca, dal 7 al 13 maggio 2007.

## Campioni

### Singolare maschile
Dušan Lojda ha battuto in finale  Jiří Vaněk con il punteggio di 6(3)–7, 6–2, 7–6(5)

### Singolare femminile
Akiko Morigami ha battuto in finale  Marion Bartoli con il punteggio di 6–1, 6–3

### Doppio maschile
Tomáš Cibulec  /  Jordan Kerr hanno battuto in finale  Leoš Friedl /  David Škoch con il punteggio di 6–4, 6–2

### Doppio femminile
Petra Cetkovská  /  Andrea Hlaváčková hanno battuto in finale  Ji Chunmei /  Sun Shengnan con il punteggio di 7–6(7), 6–2